# Tappeh Goleh-ye Soflá
Tappeh Goleh-ye Soflá (persiska: تپّه گله سفلی) är en ort i Iran.   Den ligger i provinsen Kermanshah, i den västra delen av landet, 500 km väster om huvudstaden Teheran. Tappeh Goleh-ye Soflá ligger 1 597 meter över havet och antalet invånare är 181.
Terrängen runt Tappeh Goleh-ye Soflá är kuperad.Runt Tappeh Goleh-ye Soflá är det ganska tätbefolkat, med 60 invånare per kvadratkilometer. Närmaste större samhälle är Gahvāreh, 9,2 km nordväst om Tappeh Goleh-ye Soflá. Trakten runt Tappeh Goleh-ye Soflá består till största delen av jordbruksmark.